# Czechosłowacja

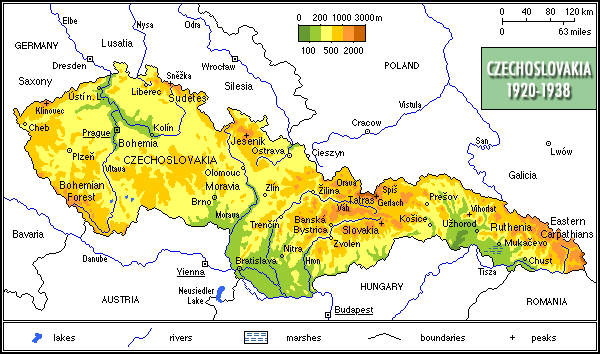
Mapa fizyczna Czechosłowacji w latach 1920–1938

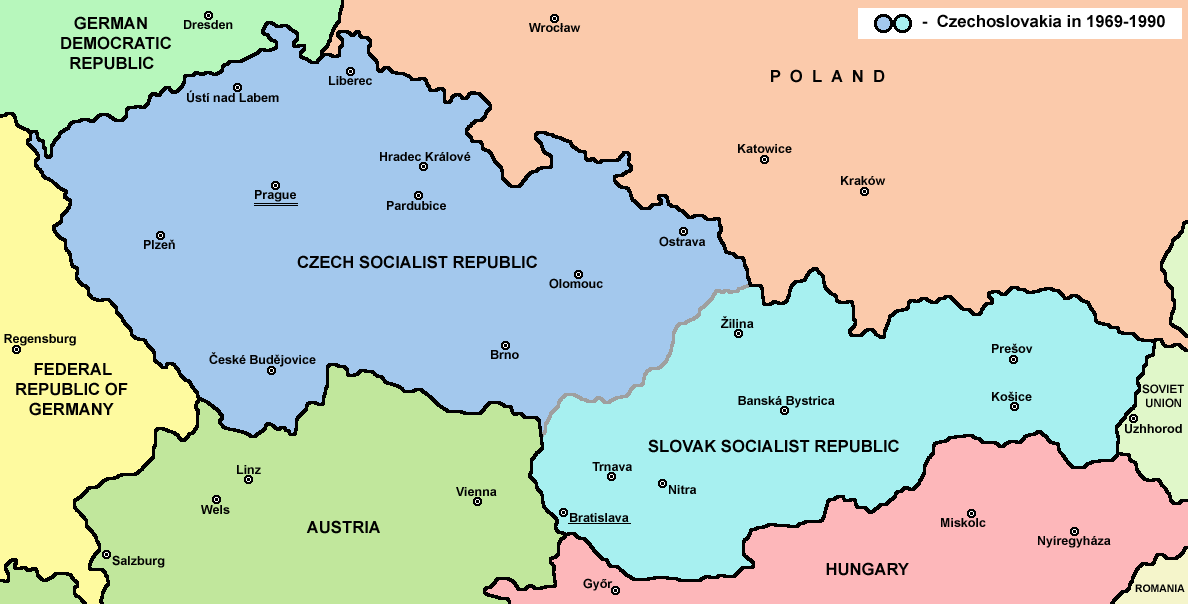
Mapa Czechosłowacji w latach 1969–1990

Czechosłowacja (cz. Československo, słow. Česko-Slovensko lub Československo) – historyczne państwo w Europie Środkowej, istniejące w latach 1918–1939 i 1945–1992. Jego stolicą była Praga.
1 stycznia 1993 w miejscu Czechosłowacji powstały dwa nowe państwa – Czechy i Słowacja. Państwo to graniczyło z Niemcami (w latach 1949–1990 z Niemiecką Republiką Demokratyczną i Republiką Federalną Niemiec), Polską, Związkiem Radzieckim (1945–1991), Ukrainą (od 1991), Rumunią (do 1938), Węgrami i Austrią.

## Nazwa

### Nazwy oficjalne
- 1918: państwo czecho-słowackie, państwo czechosłowackie (česko-slovenský stát, československý stát)
- 1918–1920: Republika Czecho-Słowacka – RCS (Česko-Slovenská republika – ČSR, Republika Česko-Slovenská – RČS)
- 1920–1938: Republika Czechosłowacka – RCS (Československá republika – ČSR, Republika Československá – RČS)
- 1938–1939: Republika Czecho-Słowacka – RCS (Česko-Slovenská republika – ČSR),
- 1945–1948: Republika Czechosłowacka – RCS (Československá republika – ČSR)
- 1948–1960: Republika Czechosłowacka – RCS (Československá republika – ČSR)
- 1960–1990: Czechosłowacka Republika Socjalistyczna – CSRS (Československá socialistická republika – ČSSR)
- 1990: Czechosłowacka Republika Federacyjna – CSRF (cz. Československá federativní republika, słow. Česko-slovenská federatívna republika)[1]
- 1990–1992: Czeska i Słowacka Republika Federacyjna – CSRF (cz. Česká a Slovenská Federativní Republika, słow. Česká a Slovenská Federatívna Republika – ČSFR)[2]

### Nazwy geograficzne
- 1918–1920: Czecho-Słowacja (Česko-Slovensko)
- 1920–1938: Czechosłowacja (Československo)
- 1938–1939: Czecho-Słowacja (Česko-Slovensko)
- 1945–1990: Czechosłowacja (Československo)
- 1990–1992: Czechosłowacja, Czecho-Słowacja (cz. Československo, słow. Česko-Slovensko)[3].

## Historia
Czechosłowacja powstała w wyniku realizacji koncepcji czechosłowakizmu, dla Słowaków stanowiącego obronę przed postępującą madziaryzacją. Słowacy zdecydowali się na związanie w jednym organizmie państwowym z dużo bliższym kulturowo narodem czeskim. W roku 1918, pod koniec I wojny światowej i po rozpadzie Austro-Węgier, z części ziem tej monarchii – Austrii (Bohemii, Moraw, czeskiej części Śląska) i Górnych Węgier (obecnej Słowacji i Rusi Zakarpackiej) – ustalono granice nowego państwa. Pierwszym prezydentem kraju został filozof, Tomáš Masaryk, a wkład w powstanie niepodległej Czechosłowacji, obok Masaryka, mieli również Czech Edvard Beneš i Słowak Milan Rastislav Štefánik.
Państwo zostało proklamowane 28 października 1918. 11 listopada cesarz austriacki Karol I Habsburg zrzekł się udziału w rządach, a dzień później w Wiedniu powstała Republika Niemieckiej Austrii, która obejmowała zamieszkałe przez ludność niemiecką terytoria dawnych Austro-Węgier. W granicach nowo powstałej Republiki Niemieckiej Austrii miały znaleźć się prowincje Niemieckie Czechy oraz Kraj Sudetów (dawny Śląsk Austriacki i okolice północnomorawskie i wschodnioczeskie). Okręg Szumawski miał być przyłączony do prowincji Górna Austria, a Niemieckie Morawy Południowe miały być połączone z Dolną Austrią. W końcu listopada 1918 r. wojska czechosłowackie wkroczyły na obszar zbuntowanych prowincji. Formalnie prowincje te przestały istnieć 10 września 1919 roku, po zawarciu traktatu wersalskiego i traktatu z Saint-Germain-en-Laye, które potwierdziły przynależność tych obszarów do Czechosłowacji.
Integralność terytorialna Czechosłowacji została naruszona na skutek zawarcia układu monachijskiego. Przy nieobecności przedstawicieli Czechosłowacji Wielka Brytania i Francja, preferując politykę ustępstw wobec III Rzeszy, pozwoliły 29 września 1938 Adolfowi Hitlerowi na zajęcie Kraju Sudetów. W następnych miesiącach Polska zajęła Zaolzie, a Węgry (w wyniku tzw. arbitrażu wiedeńskiego) południową Słowację i Ruś Zakarpacką. Wobec przyzwolenia na zajęcie przez Niemcy części terytorium Czechosłowacji do dymisji podał się rząd, a w wyniku przekształcenia konstytucyjnego Pierwsza Republika Czechosłowacka stała się Drugą Republiką – państwem federacyjnym złożonym z Czech, Słowacji i Ukrainy Karpackiej. Nowe państwo nie przetrwało jednak nawet pół roku – 15 marca 1939 III Rzesza przekształciła Bohemię i Morawy w Protektorat Czech i Moraw, na terenie Słowacji niepodległość proklamowała prohitlerowska Republika Słowacka, a na Zakarpaciu powstała efemeryczna Karpato-Ukraina.
Po II wojnie światowej, w 1945 roku, powrócono do formy jednego czesko-słowackiego państwa poprzez powołanie Trzeciej Republiki Czechosłowackiej. W 1948 roku w wyniku praskiego zamachu stanu władzę ostatecznie przejęli komuniści, a ze stanowiska dotychczasowego prezydenta zrezygnował Beneš, co symbolicznie zakończyło okres III republiki. W 1960 roku władze czechosłowackie oktrojowały nową konstytucję, która oficjalnie przekształcała Republikę Czechosłowacką w kraj komunistyczny, dodając do nazwy państwa człon Socjalistyczna. Okres stalinowski zakończył się w Czechosłowacji w roku 1960. Rozpoczęła się delikatna odwilż, którą zakończyła Praska Wiosna. Reformy z tego okresu spowodowały interwencję wojsk Układu Warszawskiego w roku 1968 i przywrócenie do władzy tzw. „twardogłowych”. Jedyną niewycofaną zdobyczą okresu praskiej wiosny była reforma administracyjna, która dzieliła kraj na dwie republiki – Czeską Republikę Socjalistyczną oraz Słowacką Republikę Socjalistyczną.
Pod koniec lat 70. XX w. powstała w Czechosłowacji organizacja opozycyjna Karta 77, do której należeli między innymi Václav Havel, Pavel Kohout, Jiří Dienstbier i ks. Václav Malý. Ugrupowanie to przyczyniło się w dużej mierze do obalenia władzy komunistycznej w Czechosłowacji w roku 1989. Wtedy to usunięto ze stanowiska prezydenta Gustáva Husáka, który sprawował władzę od 1975, a na jego miejsce powołano członka Karty – pisarza Václava Havla. W okresie jego rządów kraj przekształcono w republikę federalną, a ostatecznie zatwierdzono rozpad Czechosłowacji i powołano do życia z dniem 1 stycznia 1993 dwa oddzielne państwa – Czechy i Słowację.
Flaga Republiki Czeskiej jest taka sama jak flaga czechosłowacka. W następstwie rozpadu Czechosłowacji Słowacja przyjęła nową flagę, a Republika Czeska utrzymała flagę ze względu na jej historyczne więzi.

## Dominacja czeska nad Słowacją
Historyk Timothy Snyder określił Czechosłowację jako „dziecko zachodnich demokracji” i „nagrodę dla ludzi uznanych za sojuszników”. Państwo posiadało dobrą opinię międzynarodową i jako jedyny kraj tego regionu nie przeżyło przewrotu wojskowego ani zamachu stanu w okresie międzywojennym. Umowa pittsburska z 31 marca 1918 roku dała Słowakom gwarancję posiadania w nowej federacji własnej administracji, szkolnictwa, parlamentu, sądownictwa i uznania języka słowackiego za język urzędowy. Prezydent Tomáš Masaryk podpisał tę umowę, jednak później oceniał ją jako „fikcyjną w realizacji”. Na urząd premiera ośmiokrotnie wybierano osoby z Czech, a tylko jeden raz Słowaka: Milana Hodžę. W Banku Narodowym Czechosłowacji pracownicy pochodzenia słowackiego stanowili 8% bez żadnej reprezentacji na szczeblu kierowniczym. Filia znajdująca się w Bratysławie posiadała kierownictwo czeskie. W 1934 roku w Ministerstwie Rolnictwa pracowało 12% Słowaków, co prawie odzwierciedlało ich procentowy udział w ludności państwa, ale już w Ministerstwie Spraw Zagranicznych tylko 3% zatrudnionych było Słowakami, w Ministerstwie Sprawiedliwości 5%, a w Ministerstwie Handlu 4%. Pomimo kształcenia słowackich kadr urzędniczych na uczelniach wyższe stanowiska była obsadzane niemal wyłącznie przez Czechów.
Korpus oficerski Armii Czechosłowacji był obsadzony w 92% przez Czechów. Na 140 generałów służył tam tylko jeden Słowak i trzech Rosjan. W kwestiach gospodarczych słowacki przemysł przegrywał konkurencję z czeskim. W kwestiach etnicznych pojawiały się formy dyskryminacji w postrzeganiu narodu słowackiego, a próby stworzenia nowego „narodu czechosłowackiego” polegały głównie na dążeniu do zasymilowania Słowaków z Czechami i ich wynarodowieniu. Wprowadzono kary za używanie łącznika w nazwie kraju pisanej jako Czecho-Słowacja. Opór Słowaków wyrażany też był wobec antykatolicyzmu czeskiej administracji, która wycofała z dni wolnych od pracy święta kościelne Objawienia Pańskiego i Bożego Ciała, wprowadzając w zamian święto Jana Husa. Uniwersytet w Bratysławie posiadał zawsze rektora narodowości czeskiej. Jedyny słowacki profesor prawa na tej uczelni Vojtech Tuka, zwolennik autonomii Słowacji, został osadzony w więzieniu bez wyroku sądu, na mocy decyzji administracyjnej.

## Demografia
Narodowości Czechosłowacji w 1921 r. według spisu czechosłowackiego (wg Atlasu geograficznego z 1930):
| Narodowość      | Populacja  | %      |
| --------------- | ---------- | ------ |
| Czesi i Słowacy | 8 759 701  | 64,37  |
| Niemcy          | 3 123 305  | 22,95  |
| Węgrzy          | 744 621    | 5,47   |
| Rusini          | 461 449    | 3,39   |
| Żydzi           | 180 534    | 1,33   |
| Polacy          | 75 852     | 0,56   |
| inni            | 23 139     | 0,17   |
| obcokrajowcy    | 238 784    | 1,75   |
| Razem           | 13 607 385 | 100,00 |

Narodowości Czechosłowacji w 1921 według spisu czechosłowackiego (wg Encyklopedii wojskowej z 1932):
| Narodowość | Populacja w mln | %     |
| ---------- | --------------- | ----- |
| Czesi      | 06,335          | 047,0 |
| Niemcy     | 03,747          | 027,4 |
| Słowacy    | 01,702          | 012,5 |
| Węgrzy     | 01,071          | 007,9 |
| Rusini     | 00,432          | 003,2 |
| Polacy     | 00,166          | 001,2 |
| inni       | 00,142          | 000,8 |
| Suma       | 13,595816       | 100,0 |

Podział demograficzny Czechosłowacji w 1967 roku:
| Narodowość | Populacja                           | %      |
| ---------- | ----------------------------------- | ------ |
| Czesi      | 9 466 600                           | 66,2%  |
| Słowacy    | 4 000 400                           | 28,0%  |
| Węgrzy     | 527 000                             | 4,0%   |
| Inni       | 306 000 (w tym ok. 80 tys. Polaków) | 1,8%   |
| Razem      | 14 300 000                          | 100,0% |